# Xantusia
Genre
Xantusia est un genre de sauriens de la famille des Xantusiidae.

## Répartition
Les espèces de ce genre se rencontrent au Mexique et aux États-Unis.

## Liste des espèces
Selon The Reptile Database (10 décembre 2013) :
- Xantusia arizonae Klauber, 1931
- Xantusia bezyi Papenfuss, Macey & Schulte, 2001
- Xantusia bolsonae Webb, 1970
- Xantusia extorris Webb, 1965
- Xantusia gilberti Van Denburgh, 1895
- Xantusia gracilis Grismer & Galvan, 1986
- Xantusia henshawi Stejneger, 1893
- Xantusia jaycolei Bezy, Bezy & Bolles, 2008
- Xantusia riversiana Cope, 1883
- Xantusia sanchezi Bezy & Flores-Villela, 1999
- Xantusia sherbrookei Bezy, Bezy & Bolles, 2008
- Xantusia sierrae Bezy, 1967
- Xantusia vigilis Baird, 1858
- Xantusia wigginsi Savage, 1952

## Étymologie
Ce genre est nommé en l'honneur de John Xantus de Vesey.

## Publication originale
- Baird, 1859 "1858" : Description of new genera and species of North American lizards in the museum of the Smithsonian Institution. Proceedings of the Academy of Natural Sciences of Philadelphia, vol. 10, p. 253-256 (texte intégral).